# 2009 w nauce

## Nauki przyrodnicze i ścisłe

### Astronomia
- Międzynarodowy Rok Astronomii
- 7 marca początek tzw. Misji Keplera
- George W. Preston - Nagroda Henry Norris Russell Lectureship przyznawana przez American Astronomical Society.
- Lennox L. Cowie - Nagroda Dannie Heineman Prize for Astrophysics przyznawana przez American Astronomical Society.

## Nagrody Nobla
- Fizyka – Charles K. Kao, Willard Boyle, George E. Smith
- Chemia – Venkatraman Ramakrishnan, Thomas Steitz, Ada Jonath
- Medycyna – Elizabeth Blackburn, Carol Greider, Jack Szostak